# Фрегат (остров)
Фрегат, или Фригит (англ. Frégate Island, фр. Île de Frégate) — остров в составе Внутренних Сейшельских островов. Расположен в Индийском океане, принадлежит государству Сейшельские Острова. Расположен в 55 км к востоку от Маэ. Площадь 2,19 км². Известен как уединённый частный курорт. Журнал «Times» признал пляжи на Фрегате самыми лучшими в мире.

## География
Самая высокая точка на Фрегате — гора Сигнале высотой 125 метров, в западной части острова. Примерно в 300 метрах на северо-восток от горы протекает река Бамбоус, русло которой проходит мимо Грос-Буа Нуар и Плэйн Магнан во внутренней части острова. Устье находится возле взлётно-посадочной полосы. На северном побережье располагается 7 пляжей. На юге находится плантация.

## Флора и фауна
Растительность на Фрегате представлена видом Calophyllum inophyllum, орехом кешу и индийским миндальным деревом. Среди животных обитает эндемичный сейшельский шама-дрозд (Copsychus sechellarum), гигантская черепаха (Megalochelys gigantea) и чёрнотелые жуки.

## Охрана
Люди прибыли на остров в XVII веке, и завезли с собой кошек, собак, крыс, тараканов и кокосовые деревья. Эти виды существенно угрожают местной флоре и фауне, в течение 10-ти лет были предприняты попытки возместить ущерб, нанесённый человеком. На Фрегате создан самый крупный питомник Сейшельских островов, созданный для восстановления десятков тысяч местных деревьев.